# 鱗瓦葦
鱗瓦葦（学名：[Lepisorus kawakamii] 错误：{{Lang}}：文本有斜体标记（帮助））为水龍骨科瓦葦屬下的一个种。

## 扩展阅读
- 維基物種上的相關：鱗瓦葦